# Ephemera vulgata
Ephemera vulgata je vrsta vodenih cvetova koja pripada redu Ephemeroptera, potklasi Pterygota u okviru klase Insecta. 

## Opis
Insekt srednje veličine, na čijem se kraju tela nalze tri končasta izraštaja. Adulti žive kratko od nekoliko sati do nekoliko dana sa nefunkcionalnim usnim aparatom jer se u tom periodu ne hrane. U stupnju imaga ne lete daleko od mesta izleganja, i zato su česti u blizini jezera, potoka i reka. Glava trouglasta sa razvijenim facetovanim očima, posebno kod mužjaka. Antene su kratke i končaste. Toraks se karakteriše time što je prototoraks dosta redukovan. Na toraksu se naleze ekstremiteti koji su dosta izmenjeni , jer Ephemere iako hodaju to rade veoma retko. Abdomen je građen od deset dobro ravijenih segmenata i jedanaestog koji je redukovan i spojen uz deseti.

## Rasprostranjenje
Rasprostire se u najvećem delu Evrope.

## Biologija i ponašanje
Adulti obrazuju karakteristične rojeve mužjaka i ženki u kojima se u vazduhu obavlja parenje. Posle parenja ženke polažu jaja u vodu. Jaja poseduju filamente kojima se pričvršćuju za predmete u vodi. Iz jaja se izlegu larve. Larve se dosta razlikuju od adultnih formi, intezivno se hrane, u vodi se nalaze oko biljaka i kamenja.